# Ȩ
Cette page contient des caractères spéciaux ou non latins. S’ils s’affichent mal (▯, ?, etc.), consultez la page d’aide Unicode.
Ȩ, ou E cédille  (minuscule : ȩ), est un graphème utilisé dans l’écriture de plusieurs langues du Cameroun utilisant l’alphabet général des langues camerounaises (AGLC) comme le mundani, le dii, le karang, le pana et le vute, ou encore dans l’écriture du jodï, du piaroa et du yaruro au Venezuela. Il s'agit de la lettre E diacritée d'une cédille.  

## Utilisation

### Français
Le E caudata a été utilisé dans les manuscrits en français du VIe au XVIIIe siècle, il avait la forme du e cédille, ou parfois du e ogonek.

### Langues du Cameroun
Selon les recommandations de l’alphabet général des langues camerounaises (AGLC), le Ȩ est utilisé pour retranscrire la voyelle e nasalisée.

## Représentations informatiques
Le E cédille peut être représenté avec les caractères Unicode suivants :
- précomposé (latin étendu B) – cette forme a été codé dans Unicode pour faciliter la décomposition de Ḝ :

| formes    | représentations | chaînes de caractères | points de code | descriptions                      |
| --------- | --------------- | --------------------- | -------------- | --------------------------------- |
| capitale  | Ȩ               | Ȩ                     | U+0228         | lettre majuscule latine e cédille |
| minuscule | ȩ               | ȩ                     | U+0229         | lettre minuscule latine e cédille |

- composé (latin de base, diacritiques) :

| formes    | représentations | chaînes de caractères | points de code | descriptions                                  |
| --------- | --------------- | --------------------- | -------------- | --------------------------------------------- |
| capitale  | Ȩ               | E◌̧                    | U+0045 U+0327  | lettre majuscule latine e diacritique cédille |
| minuscule | ȩ               | e◌̧                    | U+0065 U+0327  | lettre minuscule latine e diacritique cédille |

## Sources
- (en) Lee E. Bohnhoff, A Description of Dii Phonology, Grammar, and Discourse, Ngaoundéré, Cameroun, Dii Literature Team, 2010 (lire en ligne [archive du 4 mars 2016])
- Ibirahim Njoya, Précis d’orthographe pour la langue pana, Yaoundé, Cameroun, Association Camerounaise pour la Traduction de la Bible et l’Alphabétisation, 2010 (lire en ligne [archive du 27 novembre 2010])
- (en) Elizabeth Parker et Mary Annett, Mundani-English Lexicon, 1990 (lire en ligne)
- (en) Mark Davis, Proposal to add four binary completion letters to the BMP, ISO/IEC JTC1/SC2/WG2 N1838, 15 septembre 1998 (lire en ligne)
- (en) Rhonda Ann Thwing, Vute orthography statement ((phonétique modifiée avec l’API en 2004)), SIL Cameroon, 1981 (lire en ligne)